# AronChupa
Aron Michael Ekberg (né le 30 mars 1991), plus connu sous le nom de AronChupa, est un chanteur, compositeur, producteur, DJ et footballeur professionnel suédois. Il est membre du groupe electro/hip-hop Albatraoz, formé en 2012. Aron est également membre du club de football Byttorps IF, jouant en 4e division suédoise. Il a gagné en popularité avec sa chanson I'm an Albatraoz en 2014, qui atteint la première place du classement suédois et arrive également dans les premières places du classement au Danemark. Il est aussi le frère de Nora Ekberg plus connue sous le nom de Little Sis Nora, elle participe régulièrement à ses musiques.

## Carrière
Aron commence sa carrière en tant que footballeur au sein de la 4e division suédoise, dans le club de Byttorps IF. Dans ce club, il rencontre Måns Harvidsson, Nicklas « Savo » Savolainen, Andreas « AndyBarMaskinen » Reinholdsson et Rasmus « Salle » Sahlberg, et ils deviennent amis. En 2012, ils fondent le groupe electro/hip-hop Albatraoz et peu après signent avec Sony Music Sweden. Le 2 août 2014 leur premier single sort, intitulé Albatraoz. Leur chanson atteint la 36e place dans le classement suédois, et reste dans ce classement pendant 19 semaines. Albatraoz est certifié disque d'or en Suède. En janvier 2014 la chanson est jouée 8,5 millions de fois sur Spotify et le groupe fait une tournée pour promouvoir la chanson. Le 18 avril 2014 le groupe sort son second album, Arriba, mais la chanson n'entre pas dans les classements.
Le 8 août 2014 il sort son single solo : I'm an Albatraoz, qu'il a réalisé avec la voix de sa sœur Nora Ekberg, mieux connue sous pseudonyme Little Sis Nora. La chanson était à l'origine dans un style hip-hop, mais une deuxième version avec des beats électroniques a été choisie. La chanson atteint la première place en Suède et au Danemark et le top 10 en Allemagne, Autriche, Norvège, Finlande, Australie et aux Pays-Bas. Au 1er août 2023, le clip a été vu 1 411 050 205 fois sur YouTube.

## Discographie

### Extended plays
| Titre               | Détails album                                                                        |
| ------------------- | ------------------------------------------------------------------------------------ |
| Russ                | - Sortie : 15 mars 2014 - Format : Digital download - Label : Aron Ekberg            |
| I'm the Santa Claoz | - Sortie : 20 novembre 2020 - Format : Digital download - Label : House of Albatraoz |

### Singles
| Titre                                                                           | Année | Positions classement | Positions classement | Positions classement | Positions classement | Positions classement | Positions classement | Positions classement | Positions classement | Positions classement | Positions classement | Positions classement | Certifications                                                                                           | Album                                           |
| Titre                                                                           | Année | SWE                  | AUS                  | AUT                  | DEN                  | FIN                  | FRA                  | GER                  | ITA                  | NL                   | NOR                  | NZ                   | Certifications                                                                                           | Album                                           |
| ------------------------------------------------------------------------------- | ----- | -------------------- | -------------------- | -------------------- | -------------------- | -------------------- | -------------------- | -------------------- | -------------------- | -------------------- | -------------------- | -------------------- | --- | ----------------------------------------------- |
| I'm an Albatraoz[A]                                                             | 2014  | 1                    | 2                    | 2                    | 1                    | 5                    | 7                    | 4                    | 7                    | 2                    | 5                    | 3                    | - IFPI SWE: 2× Platine - ARIA: 2× Platine - IFPI DEN: Platine - BVMI: Or - FIMI: Platine - RMNZ: Platine | Aucun album n'est sorti de la part de AronChupa |
| Fired Cuz I Was Late                                                            | 2015  | 100                  | —                    | —                    | —                    | —                    | —                    | —                    | —                    | —                    | —                    | —                    | | Aucun album n'est sorti de la part de AronChupa |
| Drop in the Ocean (OMI feat. AronChupa)                                         | 2015  | —                    | —                    | —                    | —                    | —                    | —                    | —                    | —                    | —                    | —                    | —                    | | Aucun album n'est sorti de la part de AronChupa |
| Little Swing (feat. Little Sis Nora)                                            |       |                      |                      |                      |                      |                      |                      |                      |                      |                      |                      |                      | | Aucun album n'est sorti de la part de AronChupa |
| She Wants Me Dead (vs. CAZZETTE feat. The High)                                 | 2016  | —                    | —                    | —                    | —                    | —                    | —                    | —                    | —                    | —                    | —                    | —                    | | Aucun album n'est sorti de la part de AronChupa |
| Grandpa's Groove                                                                | 2016  |                      |                      |                      |                      |                      |                      |                      |                      |                      |                      |                      | | Aucun album n'est sorti de la part de AronChupa |
| Bad Water (ft. J & The People)                                                  | 2016  | —                    | —                    | —                    | —                    | —                    | —                    | —                    | —                    | —                    | —                    | —                    | | Aucun album n'est sorti de la part de AronChupa |
| Llama In My Living Room (feat. Little Sis Nora)                                 | 2017  | —                    | —                    | —                    | —                    | —                    | —                    | —                    | —                    | —                    | —                    | —                    | | Aucun album n'est sorti de la part de AronChupa |
| Rave in the Grave (feat. Little Sis Nora)                                       | 2018  | 93                   | —                    | —                    | —                    | —                    | —                    | —                    | —                    | —                    | —                    | —                    | | Aucun album n'est sorti de la part de AronChupa |
| Hole in the Roof (feat. Little Sis Nora)                                        | 2019  | —                    | —                    | —                    | —                    | —                    | —                    | —                    | —                    | —                    | —                    | —                    | | Aucun album n'est sorti de la part de AronChupa |
| Thai Massage (feat. Little Sis Nora)                                            | 2020  | —                    | —                    | —                    | —                    | —                    | —                    | —                    | —                    | —                    | —                    | —                    | | Aucun album n'est sorti de la part de AronChupa |
| The Woodchuck Song (feat. Little Sis Nora)                                      | 2020  | 83                   | —                    | —                    | —                    | —                    | —                    | —                    | —                    | —                    | —                    | —                    | | Aucun album n'est sorti de la part de AronChupa |
| What Was in That Glass? (feat. Little Sis Nora)                                 | 2020  | —                    | —                    | —                    | —                    | —                    | —                    | —                    | —                    | —                    | —                    | —                    | | Aucun album n'est sorti de la part de AronChupa |
| I'm the Santa Claoz (feat. Little Sis Nora)                                     | 2020  | —                    | —                    | —                    | —                    | —                    | —                    | —                    | —                    | —                    | —                    | —                    | | I'm the Santa Claoz                             |
| Where Is Santa Claoz? (feat. Little Sis Nora)                                   | 2020  | —                    | —                    | —                    | —                    | —                    | —                    | —                    | —                    | —                    | —                    | —                    | | I'm the Santa Claoz                             |
| Ho Ho Ho                                                                        | 2020  | —                    | —                    | —                    | —                    | —                    | —                    | —                    | —                    | —                    | —                    | —                    | | I'm the Santa Claoz                             |
| Trombone (feat. Little Sis Nora)                                                | 2021  | —                    | —                    | —                    | —                    | —                    | —                    | —                    | —                    | —                    | —                    | —                    | | Aucun album n'est sorti de la part de AronChupa |
| "—" denotes releases that did not chart or were not released in that territory. |       |                      |                      |                      |                      |                      |                      |                      |                      |                      |                      |                      | |                                                 |

### Singles Promotionnels
| Chanson           | Année | Album |
| ----------------- | ----- | ----- |
| "Copacabana"      | 2014  | NC    |
| "Heaven On Earth" | 2014  | NC    |